# Sarátovskaya
Sarátovskaya (en ruso: Саратовская) es una stanitsa del ókrug urbano de Goriachi Kliuch del krai de Krasnodar, en las estribaciones noroccidentales del Cáucaso, en Rusia. Está situada 12 km al nordeste de Goriachi Kliuch, y 35 km al sur de Krasnodar. Tenía una población en 2010 de 6.567 habitantes de los cuales el 84.9 % son de etnia rusa y un 6.2 % de armenios.
Es cabeza del municipio Sarátovskoye, al que pertenecen asimismo Prirechenski, Molkin, Paporotni, Séverni, Solioni y Sorokin.

## Historia
Fue fundada en 1864 como Psékupskaya. En 1867 fue cambiado su nombre al actual.

## Transporte
En la localidad hay una estación del ferrocarril Krasnodar-Tuapsé. Junto a Sarátovskaya pasa la carretera federal M4 Don Moscú-Novorosíisk.